# Semana Lombarda
A Semana Lombarda (oficialmente: Settimana Ciclistica Lombarda) foi uma prova de ciclismo profissional por etapas que se disputava na região italiana de Lombardia, sobretudo através das estradas da província de Bérgamo.
A primeira edição, organizada em 1970, esteve impulsionada pelo actual director da corrida, Gianni Sommariva. Até 1997 recebeu o nome de Settimana Ciclistica Bergamasca (Giro Ciclistico Bergamasco na sua primeira edição) em clara alusão à província de Bérgamo mas posteriormente renomeou-se por Settimana Ciclistica Lombarda. Até 1989, foi uma corrida amador ou não oficial ainda que seguiu aberta a amadoras durante muitos anos. Desde a criação dos Circuitos Continentais da UCI em 2005 faz parte do UCI Europe Tour, sendo os dois primeiros anos de categoria 2.2 (última categoria do profissionalismo) e posteriormente 2.1.
O líder da classificação geral é depositário de um maillot amarelo e vermelho para distinguir-se, ante o público, do resto do pelotão.
Entre os vencedores da prova podemos encontrar campeões da talha de Lance Armstrong (como amador), Pável Tonkov e Serhiy Honchar, corredores muito completos e autênticos especialistas nas mais prestigiosas voltas por etapas.
Em 2012, a corrida foi suspensa por motivos financeiros.

## Palmarés
Em amarelo: edição amador.

Em laranja: edição amistosa de exibição não oficial (criterium).
| Ano                             | Ganhador                   | Segundo                    | Terceiro                        |
| Giro Ciclistico Bergamasco      | Giro Ciclistico Bergamasco | Giro Ciclistico Bergamasco | Giro Ciclistico Bergamasco      |
| ------------------------------- | -------------------------- | -------------------------- | ------------------------------- |
| 1970                            | Giuliano Marcuzzi          | Aldo Epis                  | Gabriele Mirri                  |
| Settimana Ciclistica Bergamasca |                            |                            |                                 |
| 1971                            | Rudolf Labus               | Aloïs Holic                | Tiziano Giacomini               |
| 1972                            | Fausto Bertoglio           | Serge Parsani              | Enrico Camanini                 |
| 1973                            | Jiri Mainus                | Claudio Bortolotto         | Fiorenzo Ballardin              |
| 1974                            | Stanislaw Szozda           | Franky De Gendt            | Jadensz Mytnik                  |
| 1975                            | Valerij Čaplygin           | Vittorio Algeri            | Walter Polini                   |
| 1976                            | Vittorio Algeri            | Rinat Šarafulin            | Roberto Ceruti                  |
| 1977                            | Janusz Bienek              | Orfeo Pizzoferrato         | Giuliano Biatta                 |
| 1978                            | Alessandro Pozzi           | Tommy Prim                 | Francesco Masi                  |
| 1979                            | Alberto Minetti            | Tommy Prim                 | Predefinição:CSKb Hinek Duracek |
| 1980                            | Czeslaw Lang               | Piero Ghibaudo             | Alessandro Paganessi            |
| 1981                            | Giovanni Fedrigo           | Helmut Wechselberger       | Giovanni Testolin               |
| 1982                            | Vladimir Kazarek           | Jesper Worre               | Luigi Busacchini                |
| 1983                            | Andrzej Serediuk           | Thurlow Rogers             | Stefano Tomasini                |
| 1984                            | Flavio Guipponi            | Thurlow Rogers             | Mario Kummer                    |
| 1985                            | Jurij Kaširin              | Viktor Klimov              | Bruno Bulic                     |
| 1986                            | Zenon Jaskuła              | Ivan Romanov               | Luca Gelfi                      |
| 1987                            | Volodymyr Pulnikov         | Viktor Klimov              | Fabian Fuchs                    |
| 1988                            | Não se disputou            | Não se disputou            | Não se disputou                 |
| Settimana Ciclistica Lombarda   |                            |                            |                                 |
| 1989                            | Ivan Ivanov                | Volodymyr Pulnikov         | Dmitri Konyshev                 |
| 1990                            | Nikolaj Golovatenko        | Walter Magnago             | Emanuele Bombini                |
| 1991                            | Lance Armstrong            | Fabio Bordonali            | Wladimir Belli                  |
| 1992                            | Pavel Tonkov               | Viacheslav Dzhavanián      | Zbigniew Piatek                 |
| 1993                            | Enrico Zaina               | Yevgeni Berzin             | Bruno Leali                     |
| 1994                            | Wladimir Belli             | Giuseppe Guerini           | Pavel Tonkov                    |
| 1995                            | Massimiliano Lelli         | Giuseppe Guerini           | Ruggero Borghi                  |
| 1996                            | Pavel Tonkov               | Leonardo Piepoli           | Stefano Faustini                |
| 1997                            | Emanuele Lupi              | Luca Mazzanti              | Giuseppe Di Grande              |
| 1998                            | Pavel Tonkov               | Markus Zberg               | Enrico Zaina                    |
| 1999                            | Raimondas Rumsas           | Nicola Miceli              | Enrico Zaina                    |
| 2000                            | Serhiy Honchar             | Gilberto Simoni            | Didier Rous                     |
| 2001                            | Serhiy Honchar             | Pascal Hervé               | Didier Rous                     |
| 2002                            | Tadej Valjavec             | Michele Scarponi           | Kim Kirchen                     |
| 2003                            | Julio Alberto Pérez Cuapio | Timothy Jones              | Steve Zampieri                  |
| 2004                            | Michele Scarponi           | Timothy Jones              | Radoslav Romanik                |
| 2005                            | Riccardo Riccò             | Alexander Efimkin          | Marco Osella                    |
| 2006                            | Robert Gesink              | Aleksandr Kuschynski       | Graziano Gasparre               |
| 2007                            | Alexander Efimkin          | Sylwester Szmyd            | Domenico Pozzovivo              |
| 2008                            | Danilo Di Luca             | Paolo Savoldelli           | Daniele Pietropolli             |
| 2009                            | Daniele Pietropolli        | Mauricio Soler             | Davide Rebellin                 |
| 2010                            | Michele Scarponi           | Riccardo Riccò             | Przemysław Niemiec              |
| 2011                            | Thibaut Pinot              | Simone Stortoni            | Davide Rebellin                 |
| 2012                            | Não se disputou            | Não se disputou            | Não se disputou                 |
| 2013                            | Patrik Sinkewitz           | Radoslav Rogina            | Francesco Bongiorno             |

## Palmarés por países
| País                     | Vitórias |
| ------------------------ | -------- |
| Itália                   | 16       |
| União Soviética + Rússia | 9        |
| Polónia                  | 4        |
| Chéquia                  | 3        |
| Ucrânia                  | 2        |
| Lituânia                 | 1        |
| Estados Unidos           | 1        |
| Eslovênia                | 1        |
| México                   | 1        |
| Países Baixos            | 1        |
| França                   | 1        |